# Юнатов, Александр Афанасьевич
Алекса́ндр Афана́сьевич Юна́тов (Трегубенко — до 1932 г.; 25.12.1910, Екатеринослав — 24.10.1967, Ленинград) — советский геоботаник, ботанико-географ, исследователь растительности Центральной Азии, организатор науки. Кандидат биологических наук (1948), доктор биологических наук (1954), профессор (1961). Лауреат премии имени В. Л. Комарова (1951).

## Биография
Родился в г. Екатеринославе в семье служащих. В 1926—1928 гг. учился в Садово-огородной профессиональной школе, с 1928 г. по 1930 г. на луговодческом отделении Опытного сельскохозяйственного техникума при Центральной агробиостанции им. К. А. Тимирязева. В 1930—1935 гг. работал во Всесоюзном институте кормов им. В. Р. Вильямса лаборантом, а затем младшим научным сотрудником.
В 1935 г. поступил на биологический факультет Ленинградского государственного университета, в 1936 г. перевёлся в Московский государственный университет, который окончил в 1940 году с отличием по кафедре ботаники.
С 1940 года работал во ВНИИ кормов им. В. Р. Вильямса в составе специальной Сенокосно-пастбищной комиссии в МНР под руководством И. А. Цаценкина. С 1942 г. — специалист-ботаник Учёного комитета МНР и преподаватель кафедры ботаники Монгольского государственного университета в Улан-Баторе.
С 1948 г. младший научный сотрудник БИН АН СССР, с 1951 года — старший научный сотрудник, заведующий Лабораторией географии и картографии БИН АН СССР (1964—1967). Состоял профессором географического факультета ЛГУ, читал курсы «Растительность СССР», «Степи и пустыни». С 1952 по 1958 год работал секретарём редколлегии «Ботанического журнала».
Умер скоропостижно от кровоизлияния в мозг в Ленинграде 24 ноября 1967 года, похоронен на Северном кладбище.

## Научная деятельность
А. А. Юнатов участвовал в работе экспедиций в Центральный Казахстан (1931), Калмыцкую АССР, Карагандинскую область, Забайкалье (1932—1933), Монголию (1940—1951). В 1955—1956 годах возглавлял ботанический отряд Казахской экспедиции пастбищной комиссии СОПС АН СССР, в 1957—1959 гг. — участник Синьцзянской комплексной экспедиции в КНР. А. А. Юнатов первым произвёл полное описание растительности Монголии, выделил широтные зоны растительности на равнинах и вертикальные пояса в горах, создал схему геоботанического районирования и первую карту растительности страны. Ему также принадлежит первенство в изучении растительности Синьцзяна, он дал характеристику пустынь Джунгарии и Кашгарии, горной растительности Куньлуня, Восточного Тянь-Шаня и др.
Ботанические сборы А. А. Юнатова (более 20 тыс. листов) хранятся в Гербарии БИН. Значительная часть научных работ имеет значение для оценки хозяйственной значимости территорий (ресурсного потенциала, урожайности сенокосов и пастбищ, сроков их использования, возможности их улучшения).

## Почётные звания, должности, членство и награды
- кавалер ордена «Полярная звезда» (1945, МНР)
- лауреат премии им. В. Л. Комарова АН СССР — за работу «Основные черты растительного покрова Монгольской Народной Республики» (1951)
- золотая медаль им. Н. М. Пржевальского ВГО (1954)
- член Всероссийского ботанического общества, его учёный секретарь (1963—1967)

## Научные труды
- Юнатов А.А. Основные черты растительного покрова Монгольской Народной Республики. — Тр. Монг. комиссии АН СССР. — М.; Л., 1950. — Т. 39.
- Юнатов А.А. (совм. с И. А. Цаценковым). Естественные кормовые ресурсы МНР. Вост. части Гоби. — М., 1951.
- Юнатов А.А. Кормовые растения пастбищ и сенокосов МНР. — Тр. Монг. комиссии АН СССР. — М.; Л., 1954. — Т. 46.
- Юнатов А.А. Пустынные степи Сев. Гоби в МНР. — Л., 1974.

## Увековечение памяти
Именем А. А. Юнатова названо более 10 видов растений.